# Carmilla Black
Escorpião é o codinome de Carmilla Black, uma personagem fictícia do Universo Marvel. Ela não tem conexão com o Escorpião original e trabalha para a S.H.I.E.L.D.

## Biografia
Carmilla era uma garota normal até os 16 anos quando descobriu que sua mão esquerda emana um veneno mortal. Ao fugir de casa três anos depois, ela descobre toda a verdade.. Depois do assassinato de seus pais adotivos, Carmilla descobre quem é a sua mãe biológica: Monica Rappaccini, uma cientista da rede terrorista mundial I.M.A.. Carmilla agora está tentando encontrar sua verdadeira mãe, com a ajuda da da S.H.I.E.L.D., que a usa para se infiltrar na I.M.A.. Ela aparece em Incredible Hulk # 87, em uma história que tem lugar imediatamente após a Dinastia M. Peter David, que escreveu a participação dela nas histórias do Hulk, sugeriu que Bruce Banner pode ser seu pai biológico.

### Guerra Civil/A iniciativa
Carmilla foi identificada como um dos 142 super-heróis registrados que aparecem na capa da história Avengers: The Initiative #1. Em Spider-Man Family # 3 (período anterior a Civil War: Choosing Sides #1), ela aparece em uma pequena história novamente escrita e desenhada por Van Lente e Leonard Kirk. Aqui ela se infiltra entre os super-heróis não registrados e é enviada em missões que a estabelecem como heroína. Quando o atual Venom, o antigo Escorpião Mac Gargan a encontra, ele a desafia para uma luta, uma vez que ele está para negociar um filme baseado em sua história de vida e não quer que ela use sua marca registrada, o seu nome. Ela o derrota, absorvendo algumas das suas teias.

## Nos bastidores
O nome Rappaccini é uma alusão a pequena história "Rappaccini's Daughter" de Nathaniel Hawthorne.. O personagem-título da história é uma bela jovem cujo toque peculiar foi herdado dos experimentos com veneno de seu pai.
Escorpião estava originalmente destinado a ser a filha do Samurai de Prata e Madame Hidra, o que explica a cor do cabelo de Carmilla.